# Dusičnan amonno-ceričitý
Dusičnan amonno-ceričitý je anorganická sloučenina se vzorcem (NH4)2[Ce(NO3)6]. Používá se jako oxidační činidlo v organické syntéze a jako standard v kvantitativní analýze.

## Příprava a vlastnosti
Anion [Ce(NO3)6]2− vzniká rozpouštěním oxidu ceritého (Ce2O3) v horké koncentrované kyselině dusičné (HNO3).
Sůl se skládá z hexanitratoceričitanového aniontu, [Ce(NO3)6]2−, a dvou amonných kationtů, NH +
4 ; amonné ionty se oxidačních reakcí této soli neúčastní. Každá dusičnanová skupina je navázána na atom ceru jako bidentátní ligand:

Strukturní vzorec hexanitrato- ceričitanového aniontu
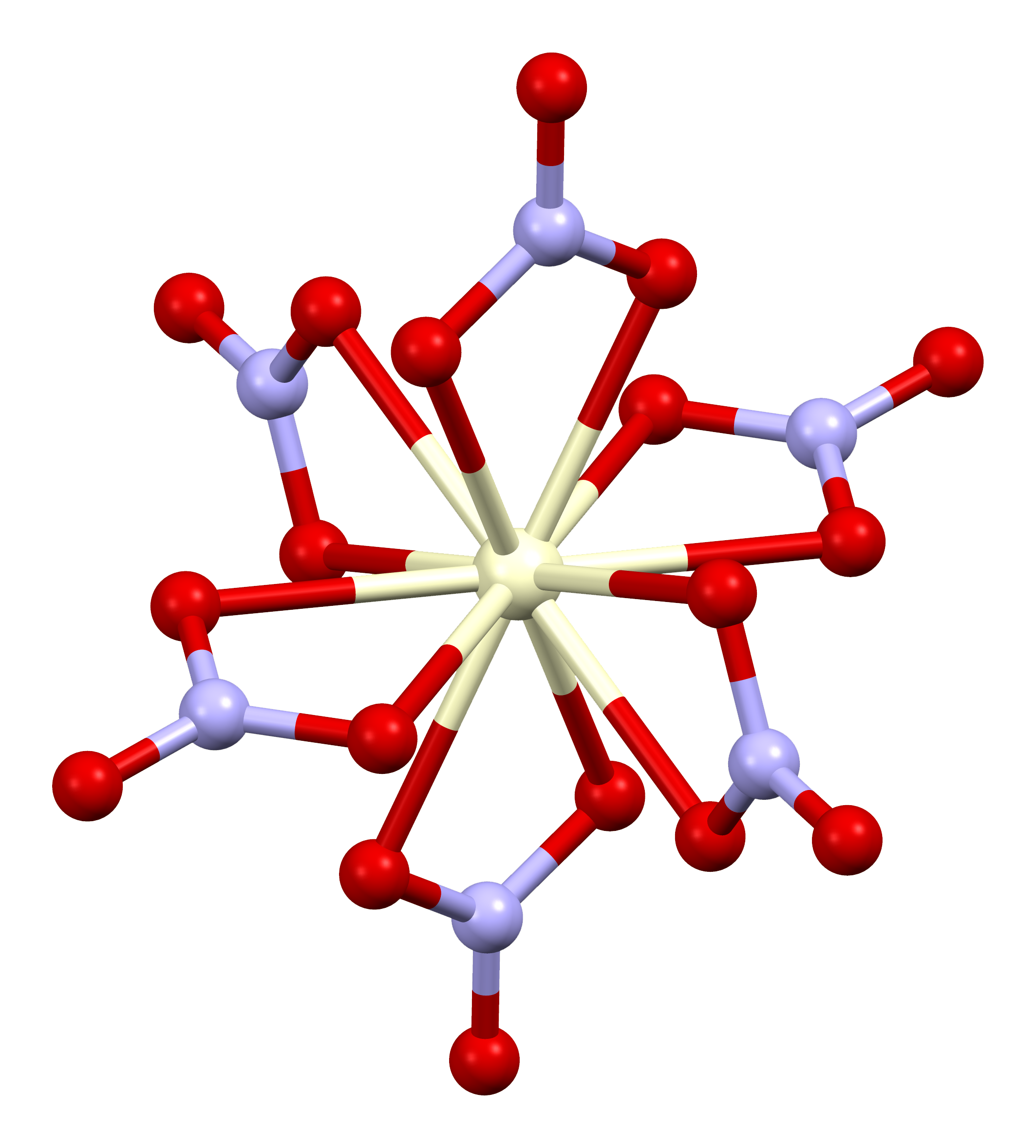
Model hexanitrato- ceričitanového aniontu

Anion [Ce(NO3)6]2− vykazuje molekulovou symetrii typu Th. CeO12 jádra mají tvar dvacetistěnu.
Ceričité ionty (Ce4+) jsou silnými oxidačními činidly, jejich redoxní potenciál (E° ~ 1,61 V) je vyšší než u chloru (Cl) (E° ~ 1,36 V) a pouze několik málo stálých látek má silnější oxidační účinky. Při redukci Ce4+ na Ce3+ dochází ke změně barvy roztoku z oranžové na světle žlutou.

## Použití
V organické syntéze lze dusičnan amonno-ceričitý použít k oxidacím řady funkčních skupin (alkoholů, fenolů a etherů) a vazeb C–H, obzvláště benzylových. Alkeny bývají dinitroxylovány, přesný výsledek reakce ale závisí na použitém rozpouštědle. Z katecholů a hydrochinonů lze připravit chinony, zoxidovat se dají též nitroalkany.
Použití dusičnanu amonno-ceričitého je alternativou Nefovy reakce, například při syntéze ketomakrolidu, kde se v případě použití jiných činidel často objevují vedlejší reakce. Oxidační bromaci benzylových skupin lze provést pomocí dusičnanu amonno-ceričitého jako oxidantu; podobně je možné jodovat ketony a deriváty uracilu.

### Příprava heterocyklických sloučenin
Katalytická množství (NH4)2[Ce(NO3)6] ve vodných roztocích mohou být použita na přípravu chinoxalinů. Chinoxaliny se dají použít jako barviva, organické polovodiče, a na štěpení DNA; také jsou součástí struktury některých antibiotik, například echinomycinu a aktinomycinu. Třísložkové reakce anilinů s alkylvinylethery katalyzované touto látkou mohou být použity na tvorbu 2-methyl-1,2,3,4-tetrahydrochinolinů a příslušných chinolinů jejich aromatizací.

### Odstraňování chránicích skupin
Dusičnan amonno-ceričitý se používá na odstraňování organických ligandů z karbonylových komplexů. Při těchto reakcích dochází k oxidaci kovu a uvolnění CO a organického ligandu, který může být dále použit. Jako příklad může sloužit Wulffova–Dötzova reakce alkynu, oxidu uhelnatého a karbenu chromu za vzniku polosendvičového komplexu a izolace fenolového ligandu po oxidaci dusičnanem amonno-ceričitým.
(NH4)2[Ce(NO3)6] může také štěpit para-methoxybenzyl- a 3,4-dimethoxybenzylethery, používané jako chránicí skupiny na alkoholech. Na každý ekvivalent para-methoxybenzyletheru jsou třeba dva ekvivalenty (NH4)2[Ce(NO3)6]. Po oddělení alkoholu se para-methoxybenzylether mění na para-methoxybenzaldehyd:
2 [NH4]2[Ce(NO3)6] + H3COC6H4CH2OR + H2O → 4 NH +
4  + 2 Ce3+ + 12 NO −
3  + 2 H+ + H3COC6H4CHO + HOR